# Hubert Berg
Hubertus (Hubert) Berg (Weimerskirch, 19 oktober 1825 – Luxemburg-Stad, 29 juli 1903) was een Luxemburgs tekenaar en onderwijzer.

## Leven en werk
Hubert Berg was een zoon van meubelmaker Petrus Berg en Anna Bour. Hij bezocht het Athénée royal grand-ducal in de hoofdstad en kreeg tekenlessen van Jean-Baptiste Fresez. Zonder dat hij een universitaire opleiding had gevolgd, werd hij in 1846 benoemd tot maître de dessin aan Industrieschool in Echternach. Hij bleef aan de school verbonden en klom op in rang tot hij in 1889 werd benoemd tot professeur 1e klas. Tussen 1856 en 1868 was hij ook docent aan de École agricole de l'État, waar hij onder andere tekenen, kalligrafie, wiskunde en Duits doceerde.  In 1879 werd hij als docent aan het Athénée in Luxemburg-Stad aangesteld, hij bleef daarnaast verbonden aan de Industrieschool. In 1896 vierde hij zijn gouden jubileum als docent. Een jaar later ging hij -op eigen verzoek- met pensioen.
Berg was een bewonderaar van architectuur. In 1857 werd hij toegelaten tot de Société pour la recherche et la conservation des monuments historiques, voorloper van de Section historique van het Institut grand-ducal. Hij maakte tekeningen van de oudheden van Echternach, vaak samen met de historici Jean-Pierre Brimmeyr en Jean Engling. Zijn tekening van het koor van de in 1861 ingestorte kerk van de abdij van Echternach werd onder andere in het Franse weekblad L'Illustration gepubliceerd. In 1862 werd Berg lid van de Willibrordus-Bauveräin, de vereniging had als doel geld in te zamelen voor de herbouw van de kerk, die toen nog slechts een ruïne was. Berg publiceerde een aantal malen, onder meer een handleiding voor professioneel tekenen en een toeristische gids. 
Berg werd in 1894 benoemd tot Ridder in de Orde van de Eikenkroon. Hij overleed op 77 jarige leeftijd in Luxemburg-Stad en werd begraven in Echternach.

## Enkele werken

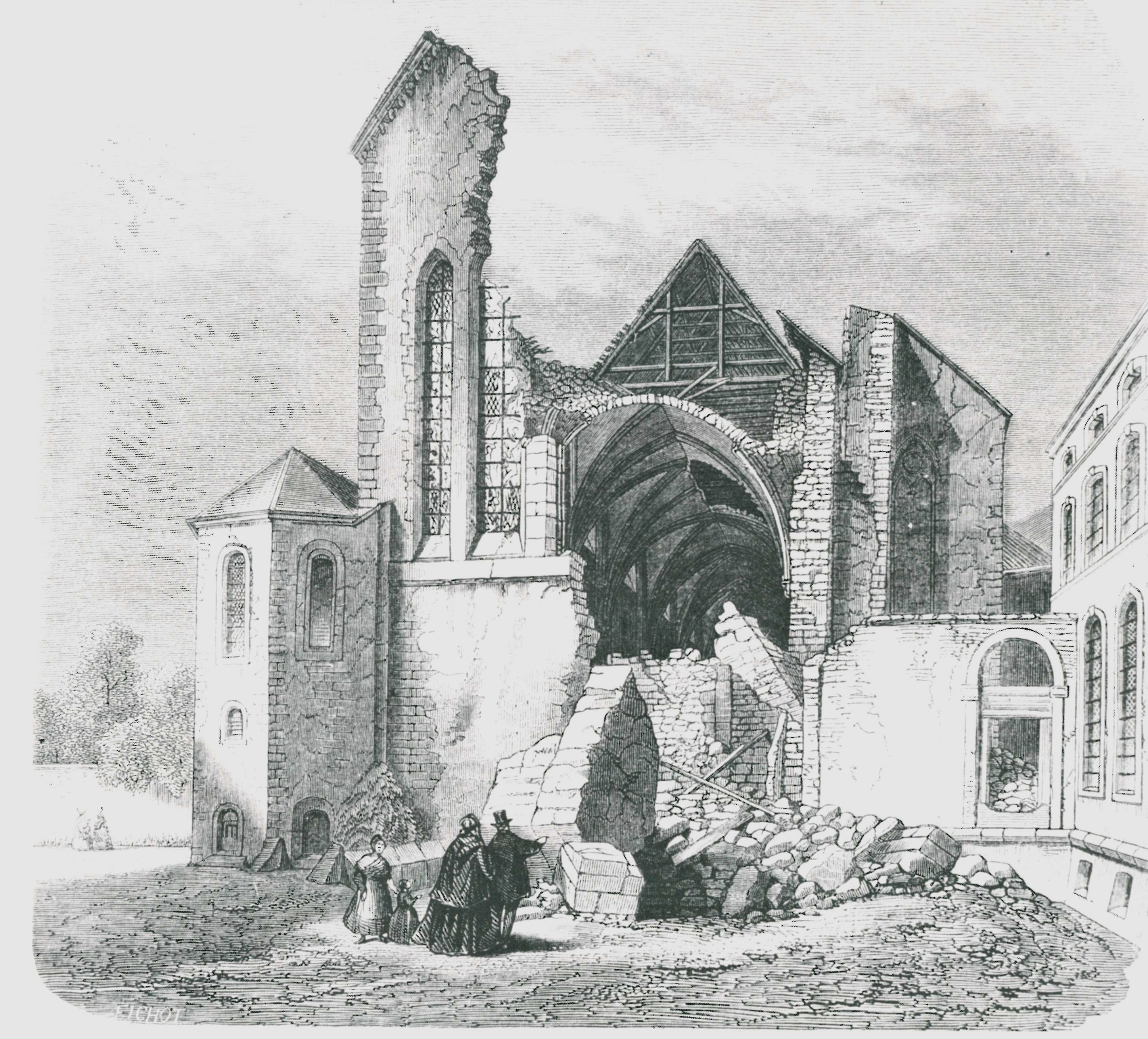
Ruïne van de abdijkerk, de latere Sint-Willibrordusbasiliek
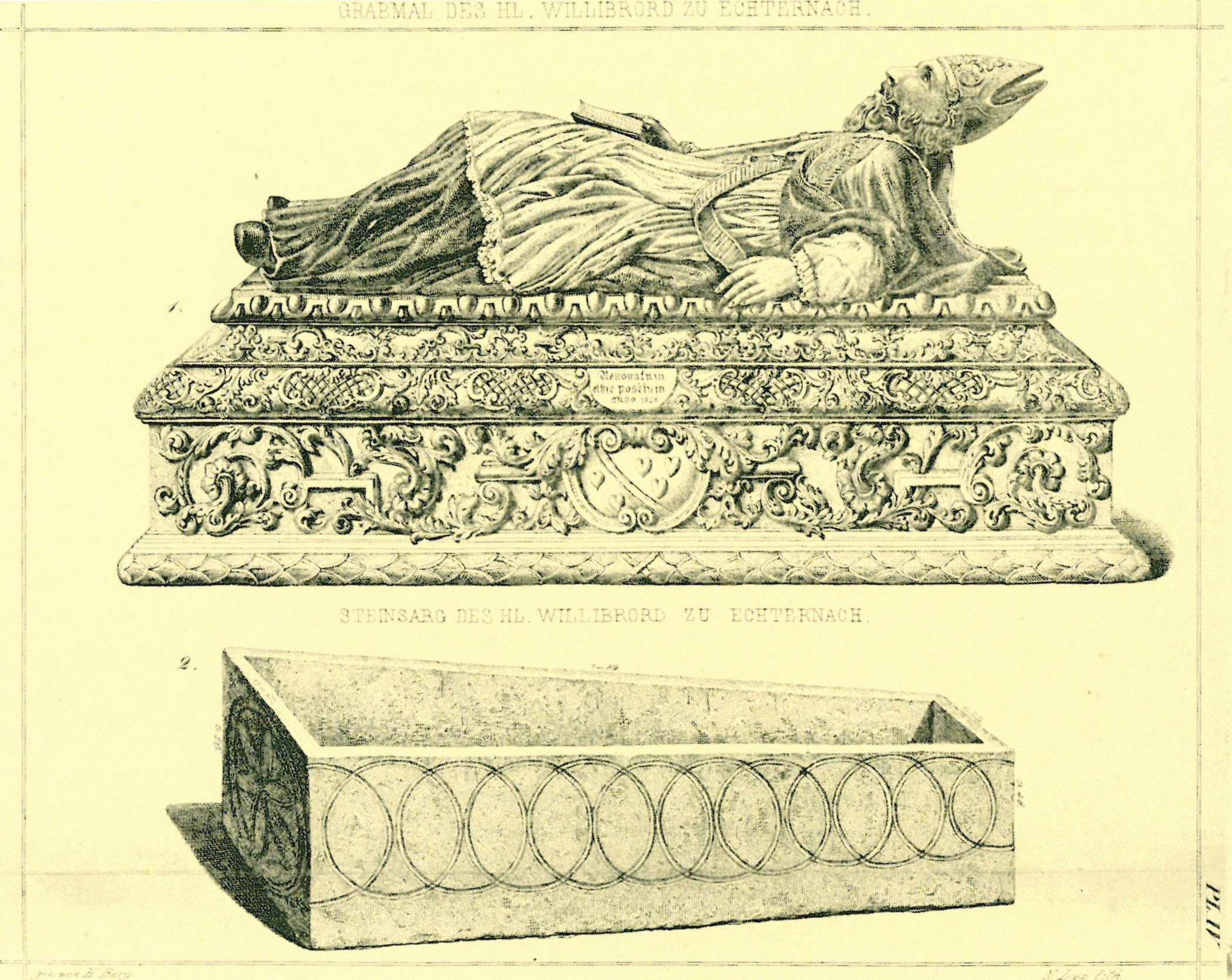
De oude sarcofaag van Willibrord

## Publicaties
- 1863: Manuel pour l'enseignement du dessin professionnel. Luxemburg: Édition V. Buck.
- 1869: Entwurf und Anleitung zu einer landwirtschaftlichen Buchgeführung nach der doppelten Art ohne Journal. Luxemburg: Édition V. Buck.
- 1880: Guide du touriste dans les environs d'Echternach, au Müllerthal, à l'Eszbach, etc.. Luxemburg: Édition V. Buck.
- 1884: Carte des environs d'Echternach: itinéraire des excursions: Müllerthal, Hallerbach, Eszbach, Leiwerdelt, Schankweiler, Prüm zur Lay, Girsterklause, etc.. Luxemburg: Édition V. Buck.